# Kristoffer Söder
Kristoffer Söder, född 2 maj 1991 i Skövde, är en svensk före detta ishockeyspelare som senast spelade för Skövde IK i Hockeyettan.